# Мемориальное кладбище революционеров
Мемориальное кладбище революционеров (кор. 대성산혁명렬사릉?, 大城山革命烈士陵?) — место захоронения погибших воинов и революционеров, участвовавших в борьбе против Японии. Расположено в 10 километрах к северо-востоку от Пхеньяна на сопке Чучжак горы Тэсон. Место расположения кладбища выбрано не случайно - напротив находится Кымсусанский мемориальный дворец, ставший усыпальницей Ким Ир Сена и Ким Чен Ира. Вместе кладбище и мавзолей составляют единый комплекс.

## Архитектура
Мемориальный комплекс строился под руководством Ким Ир Сена и Ким Чен Ира. Был открыт в октябре 1975 года (64 год чучхе), реконструирован и расширен в октябре 1985 года (74 год чучхе) по случаю 40-летия Трудовой партии Кореи.
Кладбище состоит из ворот, столпов в виде каменной башни, скульптурного ансамбля, экскурсионной площадки, участка с бюстами погибших революционеров. У входа стоят грандиозные ворота в корейском архитектурном стиле. За двумя четырёхугольными столпами в виде каменной башни располагается скульптурный ансамбль из гранита, который воспроизводит эпизоды борьбы антияпонских революционеров: бой за оружие, оборона опорных партизанских баз, трудный поход, идущие на бой. На широкой экскурсионной площадке стоит памятник с факсимильной надписью президента Ким Ир Сена:
Благородный революционный дух павших антияпонских революционеров навечно останется в сердцах членов партии, всего народа. Ким Ир Сен. 10 октября 1985 года.

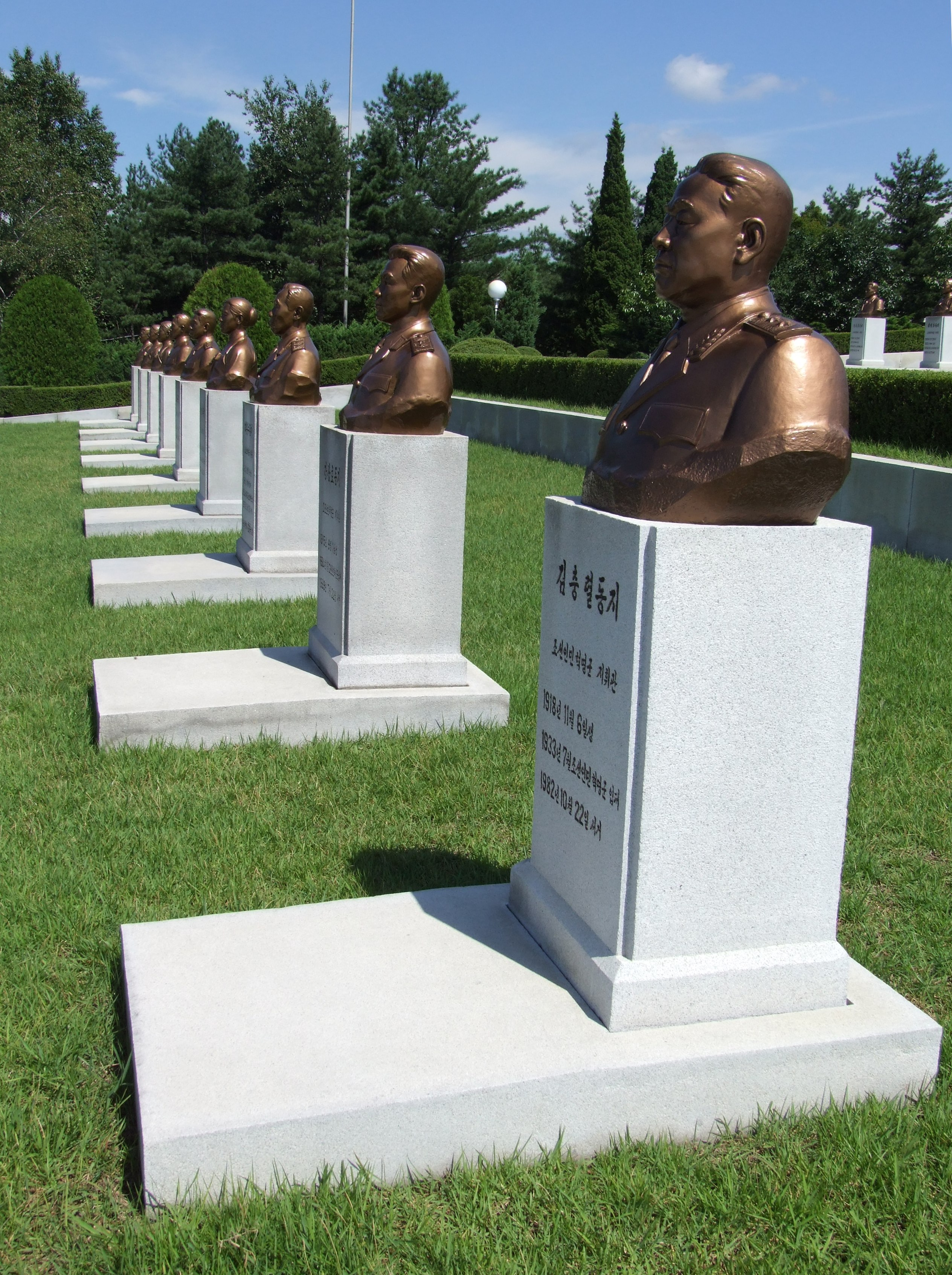
Бюсты революционеров

Рядом с ним установлены стела с одой и скульптура «Скорбь о павших революционерах», а также постамент для возложения венков с рельефным изображением медали Героя КНДР (длиной 4,3 м и шириной 2,5 м), символизирующей  боевые подвиги революционеров. Наверху над каждой могилой установлены более ста бронзовых бюстов погибших революционеров — соратников и друзей Ким Ир Сена. Бюсты стоят на подставочных камнях с плитой из мрамора, на фоне красного знамени из гранита (ширина 22,2 метра, высота 11 метров). От подножия холма к кладбищу ведёт лестница с 530 ступенями. На каждом постаменте обозначены три или четыре даты: две крайние — годы рождения и смерти, между ними —  год начала революционной борьбы и год поступления в армию.
По легенде президент Ким Ир Сен, из своего кабинета в Кымсусанском Дворце часто через подзорную трубу рассматривал бюсты героев. И в день своей смерти он в последний раз посмотрел на скульптуру на могиле Ким Чен Сук, своей жены и боевого товарища. С тех пор этот телескоп так и остался вечно стоять нетронутым в его рабочем кабинете.
Слева у подножия горы находится Центральный зоопарк, в котором имеется павильон «Скансен», где содержатся животные, присланные товарищу Ким Чен Иру директором шведского зоопарка в Скансене Енасом Вальстремом. Справа у подножия горы расположился Центральный ботанический сад, где в теплицах выращиваются цветы кимирсенхва и кимченирхва, небольшой парк аттракционов и буддийский храм Кванбоп, восстановленный в 1990 году.

## Визиты

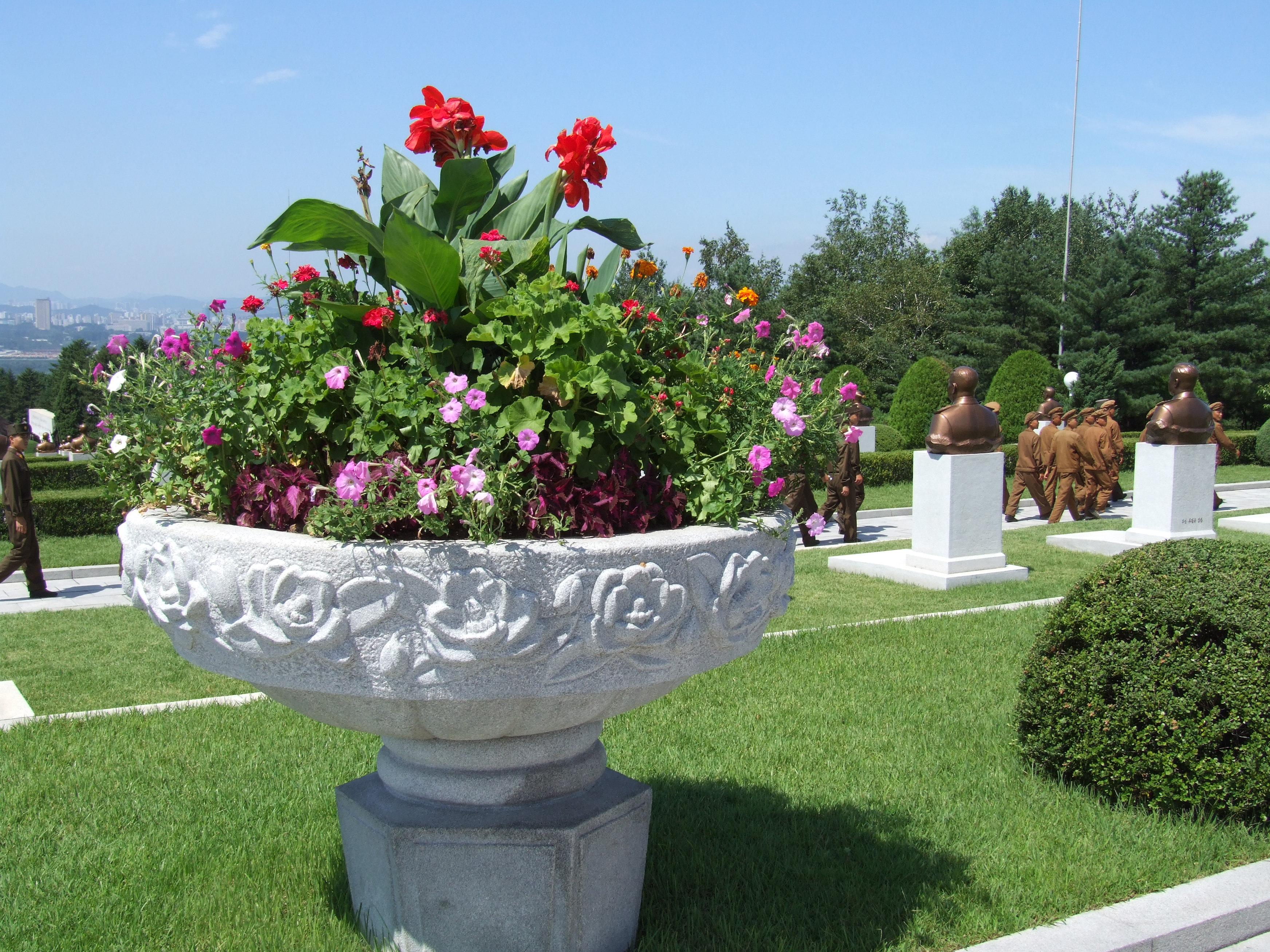
Ваза с цветами

27 июля 2008 года в честь 55-летия победы в Отечественной освободительной войне состоялось возложение венков и цветов к статуям погибших революционеров на мемориальном кладбище революционеров, на кладбище патриотов и к Монументу победы в Отечественной освободительной войне. На постаментах стояли венки цветов от Генерального секретаря ТПК, Председателя ГКО КНДР и Верховного Главнокомандующего КНА Ким Чен Ира.
С 4 по 6 июля 2011 года в КНДР состоялся визит делегации ОАО «Газпром» во главе с заместителем председателя правления Александром Ананенковым. Делегация была принята заместителем председателя кабинета министров КНДР Кан Сок Чу. В рамках визита Ананенков и министр нефти КНДР Ким Хи Ён провели рабочее совещание по актуальным вопросам сотрудничества в области энергетики. 5 июля Александр Ананенков возложил венок на Мемориальном кладбище революционеров на горе Тэсон. Члены делегации почтили минутой молчания память погибших революционеров. Они также возложили букеты перед бюстом Ким Чен Сук.

## Галерея

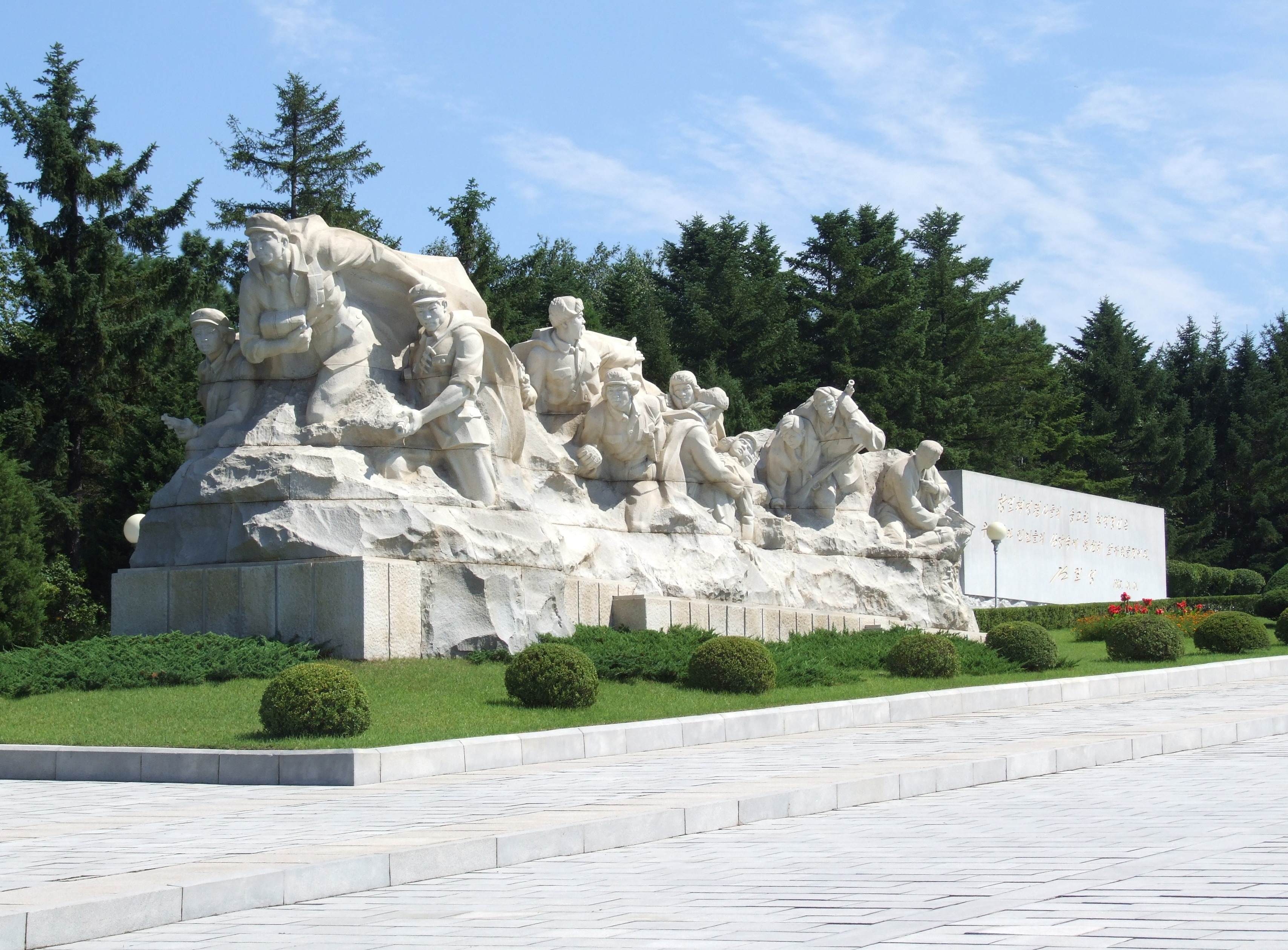
Скульптурный ансамбль из гранита
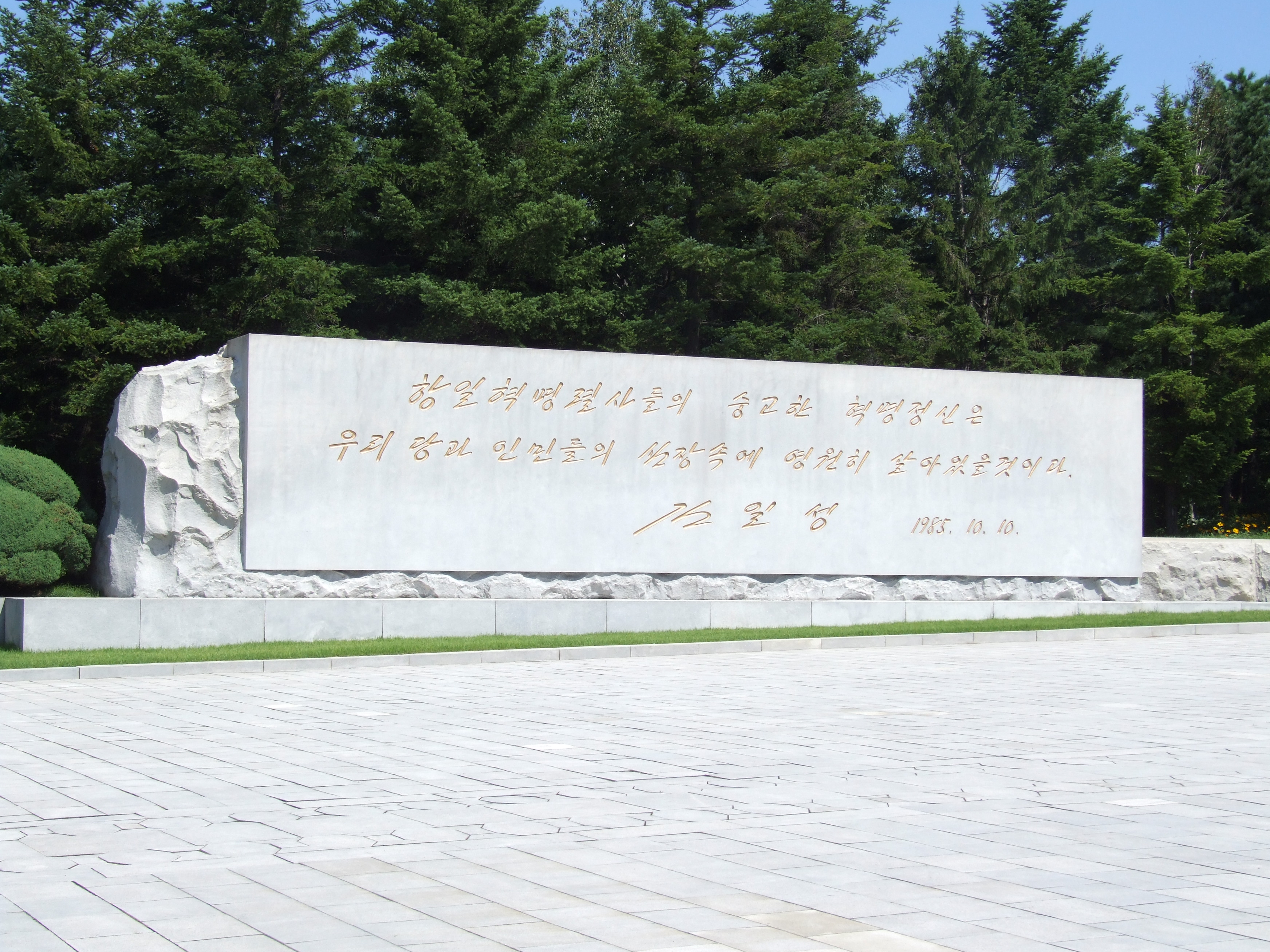
Изречение Ким Ир Сена
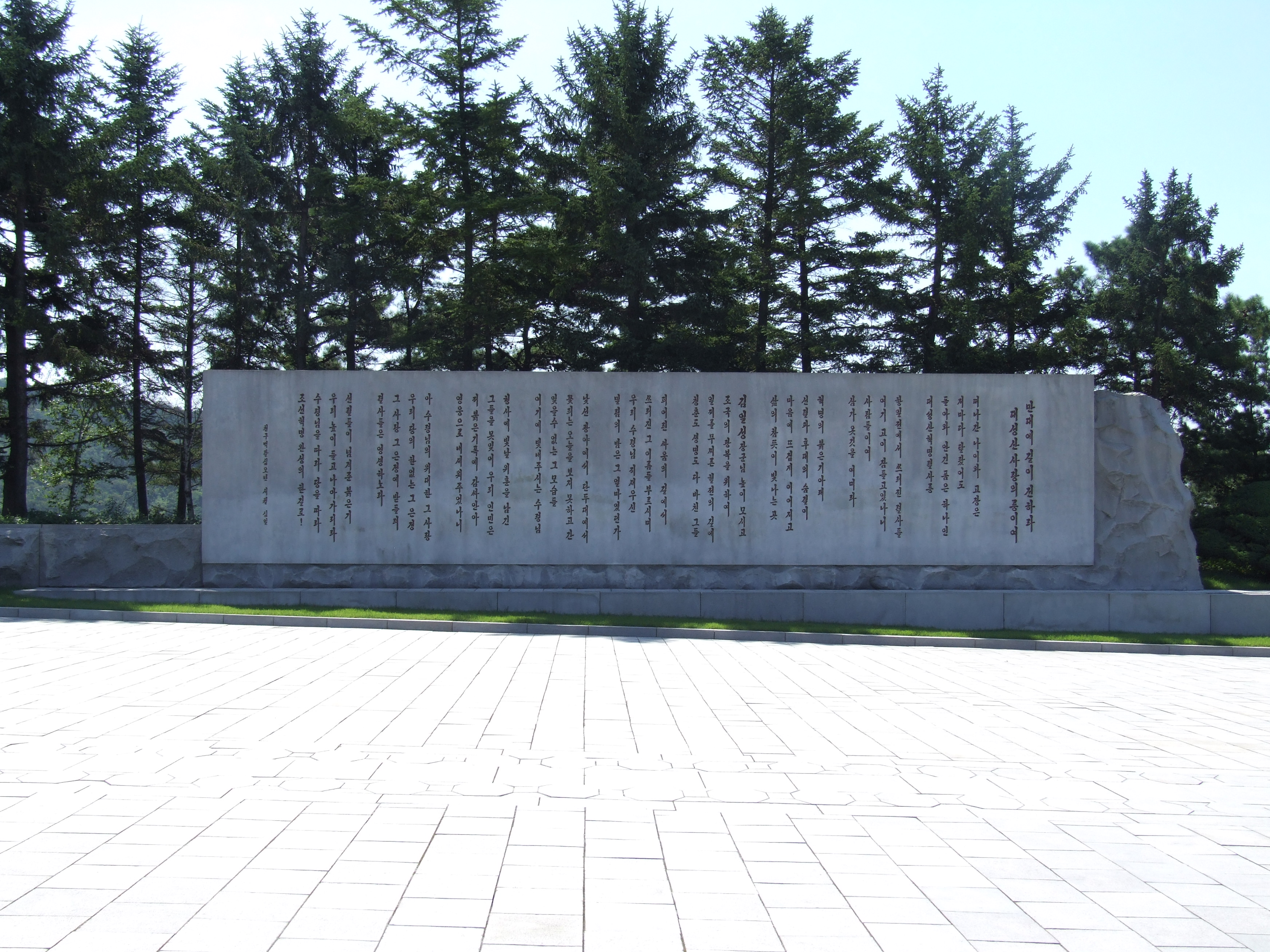
Стела с одой
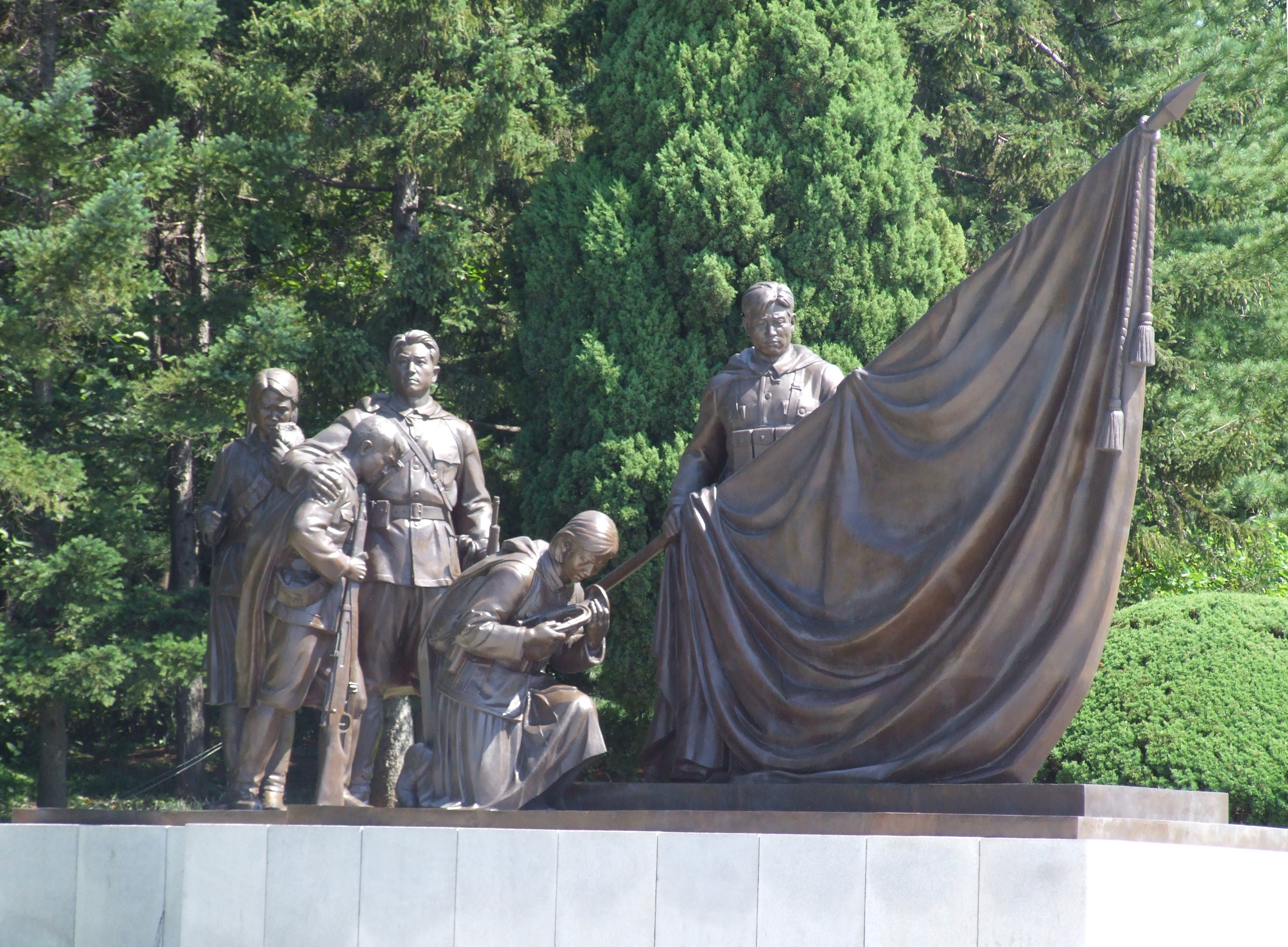
Скорбь о павших революционерах

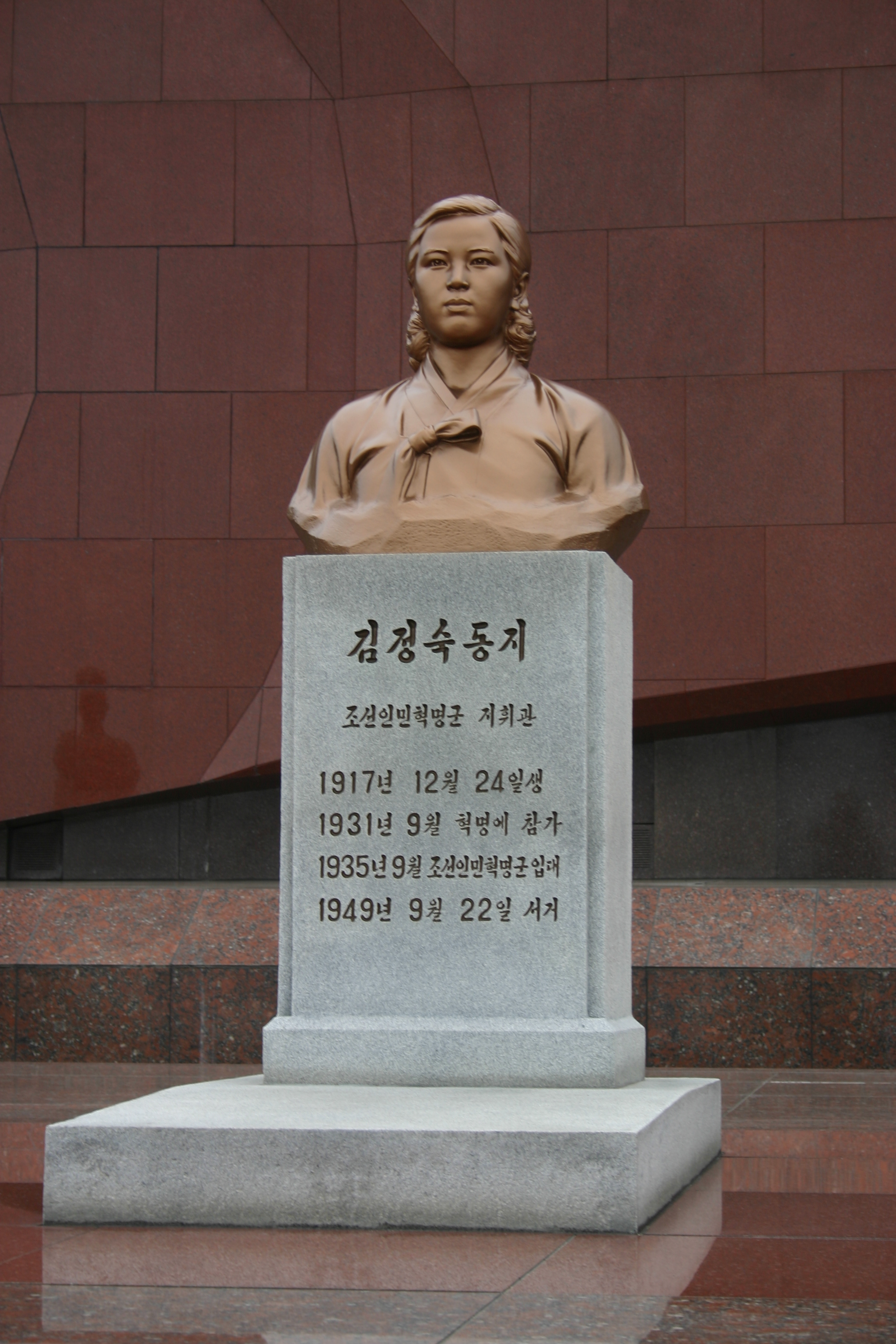
Бюст на могиле Ким Чен Сук
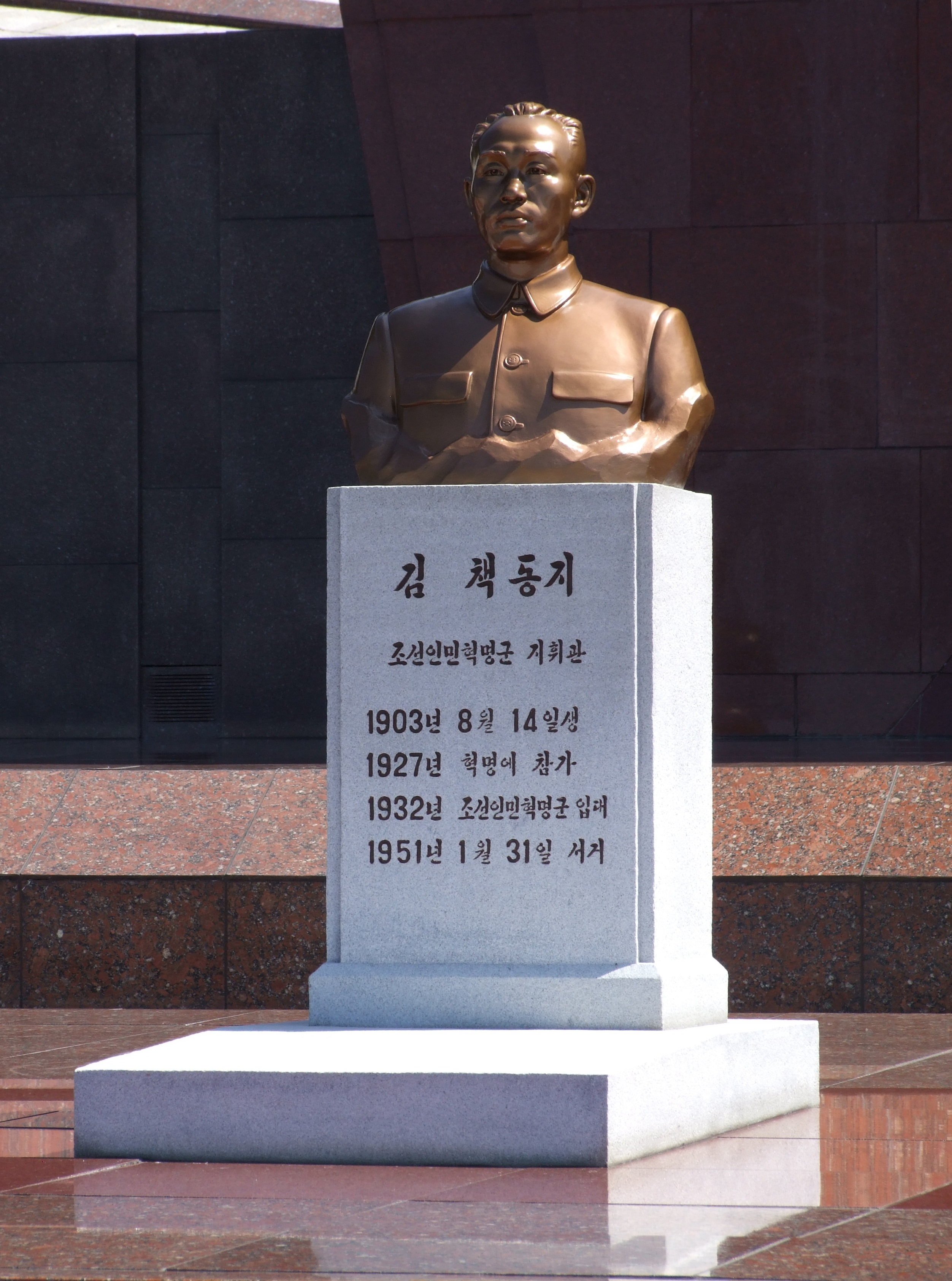
Бюст на могиле Ким Чхэка